# Dian Fossey

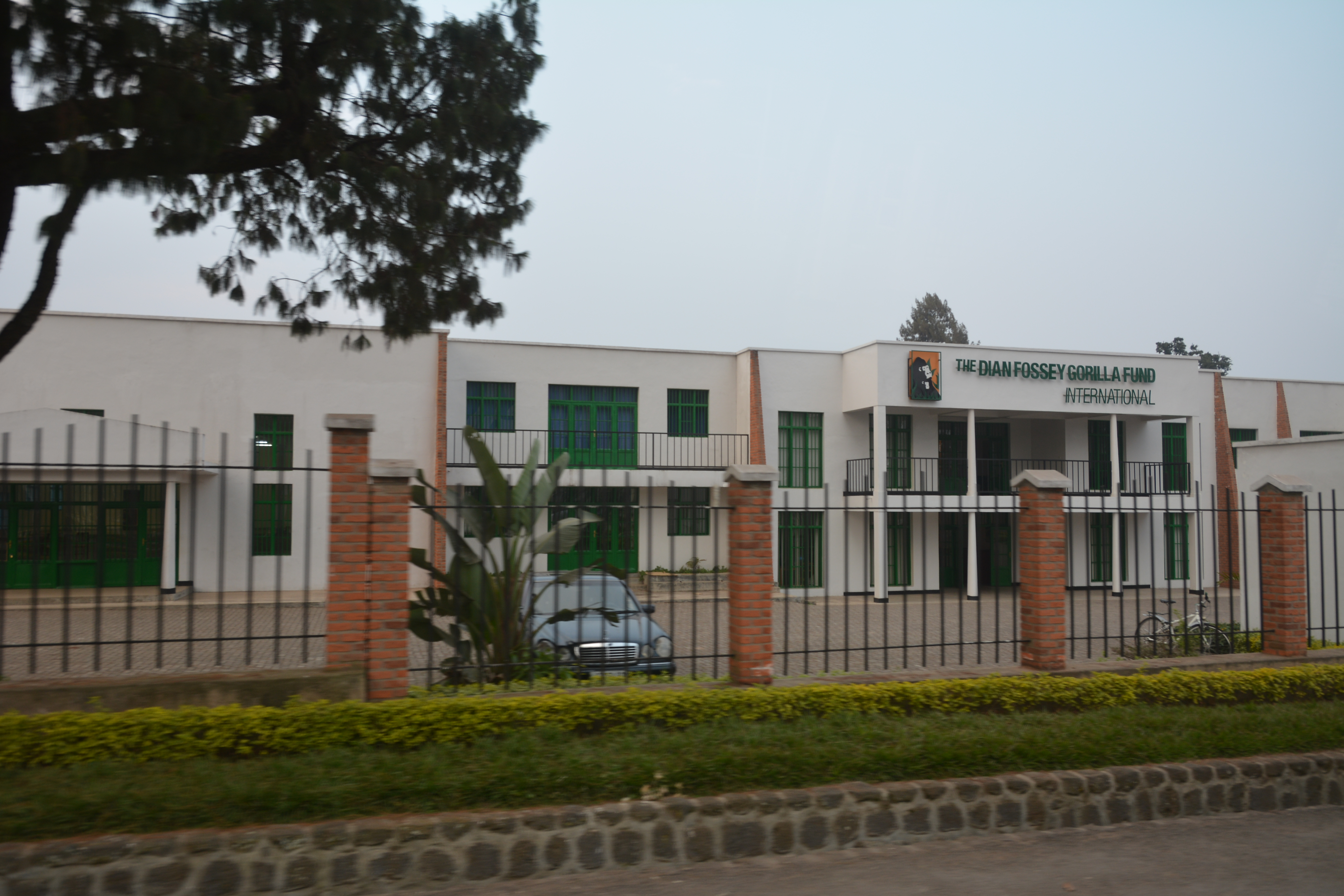
Siedziba The Dian Fossey Gorilla Fund International w Rwandzie

Dian Fossey (ur. 16 stycznia 1932 w San Francisco, zm. 26 grudnia 1985 w Parku Narodowym Wulkanów w Rwandzie) – amerykańska zoolog-prymatolog, specjalistka w dziedzinie etologii, badaczka goryli górskich.
Podjęła wieloletnią pracę badawczą nad gorylami górskimi w lasach Rwandy, pod opieką światowej sławy angielskiego archeologa i paleontologa Louisa Leakeya (który był też promotorem badań Jane Goodall nad szympansami i Birute Galdikas nad orangutanami).

## Edukacja i praca
Fossey zdobyła w 1954 dyplom w dziedzinie terapii zawodowej na San Jose State College (obecnie San Jose State University). Początkowo pracowała w szpitalu w Kentucky, ale w 1963 zdobyła fundusze na podróż do Afryki, gdzie spotkała dr. Leakeya i po raz pierwszy zobaczyła goryle górskie.
Po krótkim okresie pracy w Kongo, ze względu na niebezpieczną sytuację w kraju przeniosła się do Rwandy, gdzie w 1967 na obszarze Parku Narodowego Wulkanów utworzyła Karisoke Research Center – centrum badawcze zajmujące się gorylami. W 1974 uzyskała naukowy tytuł doktora zoologii na Uniwersytecie Cambridge, rozwijając przez lata obserwacji oryginalne techniki badawcze, nigdy przedtem nie stosowane przez zoologów-prymatologów. Przez kilkanaście lat walczyła o zapewnienie ochrony ginącemu gatunkowi goryli górskich, których liczbę na wolności ocenia się obecnie na kilkaset osobników.
Istotną rolę w pracy Fossey odegrał mieszkający w Kenii brytyjski filmowiec-dokumentalista, Bob Campbell, który przez trzy lata (1969-1972) współpracował z nią, filmując zachowanie zwierząt. To właśnie filmy i zdjęcia Campbella stały się dla badaczki przepustką na okładkę i łamy prestiżowego miesięcznika „National Geographic”, przysparzając jej pracy popularności i wsparcia ze strony świata nauki, i rozmaitych fundacji. Wkład Campbella nie został jednak uwzględniony w opublikowanej przez nią kilka lat później książce, co przypisuje się względom osobistym – pominięcie Campbella spotkało się z krytycznym odbiorem specjalistów. W 2004 kanał telewizyjny National Geographic wyemitował film zmontowany na podstawie odkrytych w archiwach, niepublikowanych wcześniej filmów Campbella, które przeleżały tam 30 lat, źle oznakowane przez archiwistów.

## Śmierć
W 1985 Fossey została znaleziona martwa w swoim górskim domu w prowincji Ruhengeri – zlecenie morderstwa przypisuje się ówczesnemu gubernatorowi prowincji Ruhengeri, Protaisowi Zigiranyirazo, znanemu później z utworzenia szwadronów śmierci, które doprowadziły do zagłady ok. 800 tys. mieszkańców Rwandy.
Pamiętniki Fossey, Goryle we mgle (Gorillas in the Mist), stały się kanwą dla filmu o tym samym tytule, w którym rolę Dian Fossey zagrała amerykańska aktorka Sigourney Weaver.
Praca Fossey zaowocowała powstaniem fundacji The Dian Fossey Gorilla Fund International, która przyjęła na siebie zadanie ochrony zagrożonego gatunku.